# Buster Brown
Buster Brown è un personaggio immaginario protagonista di una omonima serie a fumetti creata nel 1902 da Richard Felton Outcault che era conosciuto per la sua associazione con la Brown Shoe Company (il nome "Buster" deriva direttamente ed indirettamente dalla popolarità di Buster Keaton, all'epoca ancora bambino ma già attore nei vaudeville).
Richard Barker interpretò Buster Brown nella campagna pubblicitaria della Brown Shoe Company; tal storia è raccontata in una biografia denominata "Buster Brown and the Cowboy".
Il primo numero del Corriere dei Piccoli, datato 27 dicembre 1908, riporta in prima pagina proprio una tavola di Buster Brown, ribattezzato Mimmo, disegnata da Outcault e pubblicata in origine il 27 gennaio 1907 sui giornali del gruppo Hearst.

## Genesi del personaggio
Il personaggio è liberamente ispirato a Granville Hamilton Fisher, un figlio di Charles e Anna Fisher che abitavano nel quartiere di Flushing a New York. L'aspetto fisico del bambino, compresa l'acconciatura da paggetto, venne  adottata per il personaggio di Buster Brown.

## Personaggi e storia
Buster Brown, la sua amata Mary Jane ed il di lui cane Tige, un American Pit Bull Terrier, sono ben noti al popolo americano dei primi anni del XX secolo. Fu «il primo fumetto che creò una moda», «l'industria americana si servì del suo nome e della sua immagine per reclamizzare i prodotti più disparati», Tige è stato pensato per essere il primo animale parlante ad apparire sui fumetti americani, e, come molti dei suoi successori, il suo linguaggio passava inosservato agli occhi degli adulti.
Buster Brown è un ragazzo di città con genitori danarosi ed è bello in un modo inquietante (soprattutto se paragonato a The Yellow Kid o alle creazioni di Frederick Opper), ma le sue azioni tradiscono il suo aspetto.
Buster è in realtà un burlone che è capace di vestirsi da ragazza e far sì che lei indossi i suoi vestiti, rompere una finestra con una fionda o fare uno scherzo ad un vicino.
Lo scherzo o la trasgressione vengono scoperti e Buster viene solitamente punito con delle sculacciate da sua madre, ma non è chiaro se il ragazzo si penta delle malefatte. Molte strisce finivano col ragazzo che esprimeva una morale auto giustificativa che poco o niente aveva a che spartire con la malefatta. Ad esempio, una striscia del 31 maggio 1903 lo ritrae nell'atto di dare al suo cane Tige una soda presa da una soda fountain di una farmacia. Il drink però schizza, non solo i vestiti di Buster, ma anche la gonna del vestito elegante di una donna.
Inorridita per la goffa disavventura, la madre di Buster lo riporta a casa e picchia il figlio con una stecca. Nell'ultima vignetta il ragazzo ha scritto un messaggio che iniziava con: "Risolto! Questi farmacisti sono ladri legalizzati; ti vendono soda e caramelle per farti ammalare, dopodiché ti vendono le medicine per farti stare peggio".

## Trasposizione in altri media
- Nel 1913 Buster Brown, Tige e il loro creatore Richard F. Outcault compaiono insieme in un cortometraggio dal titolo: Buster Brown, Tige and Their Creator, R.F. Outcault.
- La serie animata Bobby Bumps prodotta tra gli anni '10 e '20 del '900 si ispira a Buster Brown, basta solo pensare ai personaggi principali: il protagonista è un ragazzino combinaguai, Buster/Bobby, affiancato nelle sue avventure da un cane, Tige/Fido.